# Осима (Эхиме)
О́сима (яп. 大島) — остров, принадлежащий Японии во Внутреннем Японском море, между крупными островами Хонсю и Сикоку. Относится к префектуре Эхиме. Высшая точка 382 м. Площадь 41,86 км². На селение на 2000 год составляло 8372 человек. Остров пересекает автострада Нисисето, между Ономити в префектуре Хиросима на острове Хонсю и Имабари в префектуре Эхиме на острове Сикоку. На остров ведут два моста, являющиеся частью автострады Нисисето, — мост Хаката — Осима, соединяющий с соседним островом Хакатадзима, и мост Курусима-Кайкё над одноимённым проливом, отделяющим его от острова Сикоку.
На острове находится поселение Йосиуми, относящееся к городу Имабари.
Судостроительная компания I-S Shipyard Co., Ltd. (あいえす造船), являющая дочерней компанией Imabari Shipbuilding, расположена в месте Хондзё (本庄). Занимает площадь 107 000 квадратных метров. Также компания занимает площадь 17 000 квадратных метров в районе Сунаба (яп. 砂場町). Выпускает балкеры и паромы. Оборудована сухим доком 212×36 м.
- Верфь компании I-S Shipyard Co., Ltd.
- Мост Курусима-Кайкё
- Мост Хаката — Осима[англ.]